# 川口市立新郷南小学校
川口市立新郷南小学校（かわぐちしりつ しんごうみなみしょうがっこう）は、埼玉県川口市江戸にある公立小学校。

## 沿革
- 1971年4月1日 - 川口市立新郷小学校を分離して川口市立新郷南小学校として開設
- 1972年6月21日 - 校旗、校歌制定[1]

## 教育目標
- 進んで学び深く考える子
- 思いやりのある子
- 健康でねばり強い子[2]

## 通学区域
- 赤井1丁目 - 全域
- 赤井2丁目 - 全域
- 赤井3丁目 - 全域
- 赤井4丁目 - 全域
- 江戸1丁目 - 全域
- 江戸2丁目 - 全域
- 江戸3丁目 - 全域
- 江戸袋1丁目 - 全域
- 江戸袋2丁目 - 全域
- 大字東本郷 - 一部
- 東本郷1丁目 - 全域
- 東本郷2丁目 - 一部
- 本蓮1丁目 - 一部
- 本蓮2丁目 - 全域
- 本蓮3丁目 - 全域
- 本蓮4丁目 - 全域[3]